# Petronilla van Lotharingen

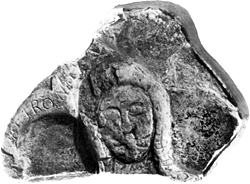
Mogelijke afbeelding van Gertrude/ Petronilla

Petronilla van Lotharingen, ook bekend als Geertruid, en ook wel Petronella genoemd, (circa 1082 - 23 mei 1144) was een dochter van Diederik II van Lotharingen en Hedwig van Formbach. Uit een eerder huwelijk van Hedwig met Gebhard van Supplinburg werd de latere keizer Lotharius III geboren, waarmee Petronilla dus een machtige halfbroer had.
Zij trouwde vermoedelijk in 1113 met graaf Floris II van Holland. Mogelijk liet zij toen haar naam veranderen in Petronilla. Waarschijnlijk uit devotie voor de Heilige Petrus, want Petronilla verwees naar de martelares Petronella van Rome, volgens de legende de dochter van Petrus. Ze toonde daarmee haar nauwe verbondenheid met Petrus en de Heilige Stoel en dus ook met de Gregoriaanse hervormingsideeën die daar werden aangehangen. Samen kregen Petronilla en Floris  vier kinderen:
- Dirk
- Floris de Zwarte
- Simon, kanunnik te Utrecht
- Hedwig (ovl. 1132), non.

Het grafelijk echtpaar liet kapellen of kerken optrekken, gewijd aan Maria of Petrus, in uit het Duitse Rijnland geïmporteerde tufsteen, in Egmond, (gewijd in 1113), Leiden (Pieterskapel, gewijd in 1121), Dordrecht (gewijd rond 1120) en vermoedelijk Zierikzee. De Leidse Pieterskapel werd gebouwd bij een grafelijke hoeve, later huize Lokhorst genoemd, die onder de huidige Lokhorstkerk ligt. De Pieterskapel ontwikkelde zich tot de Pieterskerk en de sleutels van Petrus kwamen in het Leidse stadswapen.
Na de vroege dood van haar man in 1122 voerde zij het regentschap voor haar zoon, graaf Dirk VI van Holland, zelfs na zijn meerderjarigheid.  Petronilla vond dat Dirk niet voldoende kwaliteit had om graaf te worden, begunstigde haar tweede zoon Floris de Zwarte en weigerde haar functie op te geven. Petronilla steunde haar halfbroer Lotharius in zijn poging om keizer te worden.
Petronilla benoemde op aandringen van machtige hovelingen, na het overlijden van abt Adelard in 1120, haar kapelaan Ascellinus tot abt van Egmond. Volgens een verhaal uit 1145 van een Egmondse monnik was Ascellinus 'een onnozele man die niets afwist van het kloosterleven'. Ascellinus liet zich leiden door drie leken-bewindvoerders, die als 'voogden' waren aangesteld, maar 'eerder wolven dan herders' waren. De Egmondse abdijkerk werd afgebroken en vervangen door een veel grotere kerk. In 1129 benoemde Petronilla Wouter van de Sint-Pietersabdij van Gent in plaats van Ascellinus tot abt van de Egmondse abdij. In 1133 stichtte zij de abdij van Rijnsburg. De abdijen van Egmond en Rijnsburg werden in 1140 door haar zoon graaf Dirk VI, mede namens haar, in overeenstemming met de Gregoriaanse hervormingsgedachten, aan de Heilige Stoel overgedragen. Petronilla werd na haar overlijden op 23 mei 1144 in deze abdij van Rijnsburg, voor het koor van de grafelijke kapel begraven. Haar restanten werd in 1949 gevonden bij de opgraving van de kapel. Forensisch onderzoek toonde onder andere aan dat de gravin een grote en vrij grof gebouwde vrouw geweest moet zijn.
Petronilla staat met haar zoon Dirk VI afgebeeld op het Timpaan van Egmond.

## Voetnoten
1. ↑  Cordfunke en Hugenholtz geven aan dat de in de literatuur ook gebruikte aanduiding 'Van Saksen' eigenlijk foutief is. Deze verwarring is vooral ontstaan door haar verwantschap met Lotharius III, die in 1106 hertog van Saksen werd. Voor Petronilla zou de aanduiding 'Van Lotharingen' correcter zijn. Zie: E.H.P. Cordfunke; F.W.N. Hugenholtz, Gravin Petronilla van Holland ca. 1082-1144 : Holland in het begin van de 12e eeuw (1990).
2. ↑  't Jong, H. (2018), De dageraad van Holland, Omniboek, Utrecht, p. 54-56, ondersteunt de opvatting dat het gebruik van de voornaam Geertruid en de achternaam van Saksen door sommige historici een vergissing is.
3. ↑  De Boer, D.E.H. & Cordfunke, E.H.P. (2010), Graven van Holland, Walburg Pers, Zutphen, p. 51
4. ↑  E.H.P. Cordfunke; F.W.N. Hugenholtz, Gravin Petronilla van Holland ca. 1082-1144 : Holland in het begin van de 12e eeuw (1990).
5. ↑  B.K.S. Dĳkstra, Een stamboom in been : vier eeuwen graven en gravinnen van het Hollandse Huis : onderzoek van de stoffelĳke resten opgegraven op het terrein van de voormalige abdĳkerken te Rĳnsburg in 1949 en 1951 en te Egmond in 1979 en 1980 en aangetroffen in de tombe in de abdĳkerk te Middelburg in 1980 (1991).